# Procesiones de Burung Petala
Las Procesiones de Burung Petala ("Procesiones literarias de aves celestes") (en malayo : Perarakan Burung Petala; en jawi: ڤراراكن بوروڠ ڤتالا) se referían a una serie de desfiles imperiales para conmemorar la ceremonia de circuncisión de la nobleza de Kelantan. Durante la gran cabalgata, el príncipe y su comitiva real se mostraban alrededor de Kota Bharu a través de un gran carro procesional con forma de ave, en particular el gran carro de 1933 conocido como Burung Petala Indra y tandu Burung Petalawati de 1923. Las procesiones se llevaron a cabo tres veces entre 1919 y 1933.

## Origen

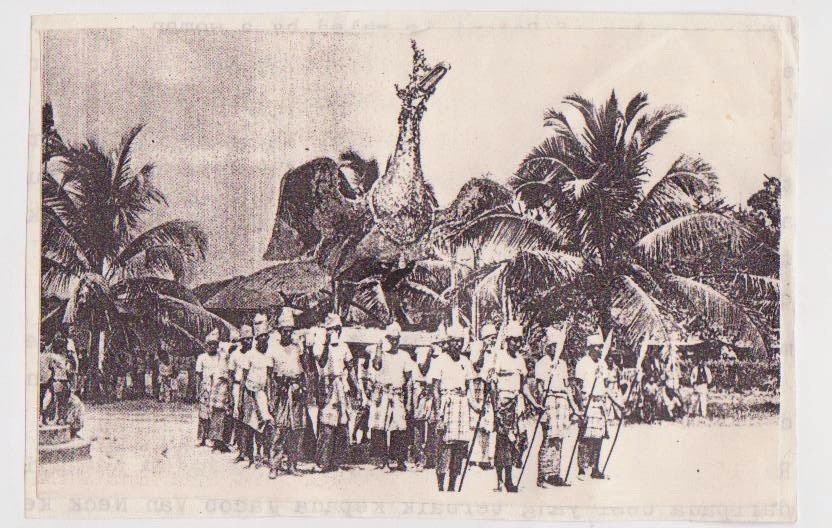
Burung Gagak Sura del vecino Reino de Patani en el, predecesor de las Burung Petala.

### Era preislámica
Las celebraciones enraizadas en los grandes desfiles históricos observados durante la era preislámica de la costa norte de la península malaya. Como se señala en los registros anteriores de Chi Tu, el embajador chino del reino, desfilaría de manera similar al llegar al estado de la ciudad. Esto se originó en gran parte de la costumbre que sostiene que todas las delegaciones estatales deben celebrarse como el «regreso de los dioses de la morada celestial». El reino logró obtener una fuerte relación diplomática con la antigua China derivada de las celebraciones épicas para sus delegaciones.

### Gagak Sura
A medida que la llegada del Islam transformó la sociedad malaya istmatica, también lo hizo la función y la filosofía de la procesión que luego se hereda para conmemorar los elementos islámicos y el sistema de creencias. Las aves fueron movilizadas para uso oficial, incluso durante la entronización del príncipe, la llegada de las delegaciones estatales y durante las celebraciones de la circuncisión real. Mientras no estaba en uso, el ave se alojaba en una cámara especial, con un cortesano encargado de llevar a cabo rituales para proteger su «espíritu».] La procesión se registró más tarde con gran detalle a la llegada del administrador colonial británico a Kelantan a partir de 1909.
Hay varias variantes del ave en Patani y Kelantan, incluyendo Burung Gagak Suro (Cuervo), Karawek (Ave Fénix), Merak Mas (Pavo real), Garuda y Burung Singa (Ave León).

### Práctica habitual malaya
Según la costumbre tradicional malaya, un niño suele ser llevado en el hombro de su padre desde su morada hasta el lugar donde se le practicará la circuncisión. Pero para las familias malayas más acomodadas, la ceremonia sería más lujosa, el niño sería transportado en un portador procesional, con forma de barco o en una pequeña estructura parecida a una mezquita por un grupo de hombres, una correspondencia filosófica de un rito de paso de niños a hombres. Una práctica más elaborada de la celebración incluiría una marcha de hombres con armas, actuaciones musicales e incluso comidas ceremoniales que se añadirían en el desfile.

### Kelatan, principios delsigloXX
Basado en el registro de Ghulam-Sarwar Yousof, se narra que el sultán tuvo un sueño sobre el Burung Petala Wati, el guardián tradicional de Kelantan. Siguiendo el relato, ordenó la construcción del místico Thunderbird para su príncipe, —ave parecida al pájaro del trueno—. Otra versión del origen de Petala Wati denota un relato mucho más secular, ya que se creía que la construcción del arca era principalmente para ilustrar la grandeza del monarca kelantanés y para complacer al residente colonial británico de la época, que estaba intrigado por la cultura, el patrimonio y el folclore malayos locales.

## Construcción

### Decoración

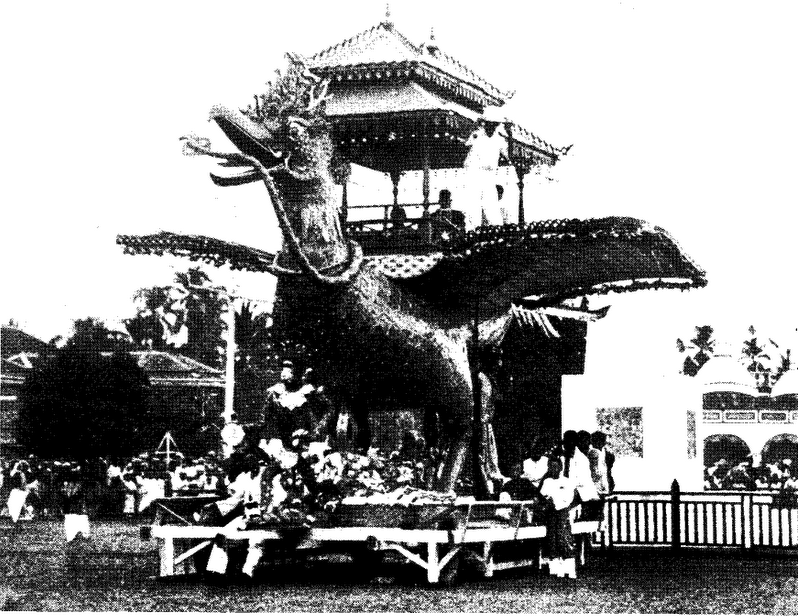
Una estructura de Burung Petala Indra, como se ve en el Banco Padang, Kota Bharu.

El diseño del carro emulaba muchas figuras ornamentales derivadas de la antigua mitología malaya, la realeza y la historia sobre los héroes malayos. Sobre la base de la narración de Paul J. Coatalen en su entrevista con un malayo local Bomoh (chamán) acerca de una embarcación-carruaje imperial paralela de Kelantan, afirma que el vehículo ceremonial es un símbolo del misticismo malayo adoptado basándose en la legendaria promesa hecha entre los antepasados del rey de Kelantan con un guerrero leal conocido como Isma Dewa Pekerma Raja.
Aunque basado en las conversaciones entre Coatalen y Haji Mubin Sheppard en Processional Birds Of Kelantan y The Giant bird, se afirmó que existía una fuerte correlación entre la barcaza real de Pertala Sri Kelantan con las épicas hindúes, derivadas de las águilas, gaviotas, garudas y fénix como fuente de identidad e inspiración. Esto se debió en gran medida al hecho de que la literatura hindú Malayalised fue muy celebrada durante el período y los cuentos de Hikayat Maharaja Wana, Ramayana, Isma Dewa Perkerma Raja a menudo se transmitieron en forma de teatro Mak Yong y Wayang kulit, así convertido en una norma por la sociedad malaya de Kelantanese. Sobre la base de Coatalen, a pesar de que el diseño y el nombre de las mitologías hindúes se adoptaron en el arte de las aves, «no es necesario que tengan ningún sincretismo religioso hindú, sino que la adopción fue únicamente por factores cosméticos», agregó.

### Montaje
En la construcción se pasaba un tiempo de unos tres meses por cada uno de los Pájaros Petala. El último de los pájaros se construyó mucho después del final de la Segunda Guerra Mundial, realizado únicamente como una exhibición a petición del Museo nacional de Malasia. La litera fue nombrado Pertala Indra Maha Sakti y se completó en 1963, construido por el hijo de uno de los ayudantes de artesanía que construyó las aves reales anteriores, Mohamed Noor bin Daud (Weh Burong); fue asistido por Awang bin Sulong y bajo la supervisión de Ismail Bakti. El ave resucitada fue en gran medida enana en comparación con todos sus predecesores, sin embargo, mostró detalles finos en los restos de madera. Siendo el único artista de Kelantan superviviente con tal experiencia, fue emulado en gran parte en base al recuerdo de la infancia del artesano cuando ayudó a su padre a construir el ave. A partir de 2017, la escultura está almacenada en el Kelantan Heritage Trust en Kota Bharu.

### Diseño

#### Petala Indra
El Burung Petala Indra de 1933 tiene una altura de 20 pies. Fue construido para Tengku Yunus, un niño de 12 años, el tercer hijo del príncipe heredero, Raja Zainal Abidin. Reid, un fotógrafo de The Straits Times Annual en Kelantan, señaló que varios árboles grandes en Kota Bharu debieron ser retirados antes, para poder maniobrar el colosal monumento durante la celebración. Un pabellón arbolado pintado de 10 pies de altura se erigió sobre una réplica de aves colosales, sosteniéndose con su techo de estilo Singgora. Un par de crestas ornamentales talladas con motivos naga se adjuntaron en cada bargeboard en los niveles del techo. El pabellón podía llevar hasta 6 pasajeros en el interior. Hubo muchos talladores de madera prominentes involucrados en el proyecto, incluyendo Encik Ismail, el artesano principal de Petala Indra y Encik Long, un escultor real del vecino Reino de Besut.

#### Petala Wati
Mientras que el par más pequeño de 1923, la litera Petala, tiene una plataforma similar a un pabellón con un techo a tres aguas con una cresta. El pico de la réplica estaba pintado de oro y realizado de colmillo de elefante. El ave era vista mordiendo una serpiente venenosa conocida como Ular Naga Bora que se enroscaba alrededor del cuello del ave mientras sus ojos estaban hechos de piedras preciosas. El cuerpo principal del ave estaba decorado con dorados de oropel. El pelaje de su cabeza y cuello fueron confeccionados con varios terciopelos y sedas , mientras que las plumas en sus alas y cola fueron arrojadas de varios papeles brillantes basados en el tono de los arcoíris. El pájaro brillante estaba expuesto debajo del rayo de sol.

### Inspiración
Hay dos explicaciones en conflicto para la identidad del ave, basadas en los personajes del ensamblaje.

#### Hikayat Isma Deva
Muchos creyeron que el carro procesional era una personificación de Sarung Dewa Purba Raksasa, un ave gigantesca de la epopeya Raja Isma Dewa, un cuento local malayo kelantanés. Esto se apoya en la incorporación de un mono blanco coronado que estaba debajo del Burung Petala Wati de 1923, el mismo mono blanco era un personaje de Hikayat Isma Dewa, un compañero del personaje heroico. La función del mono era persuadir al joven príncipe para que fuera tan valiente como su héroe favorito en la saga.

#### Hikayat Mahabratta
Otra visión alternativa declaraba que las aves se derivaron de Mahabharata, con la identidad y el diseño de la ave gigantesca se basó en la versión malayalizada del sagrado Garuda. El acto del ave que se come a la serpiente es un simbolismo filosófico de la destrucción del mal. Según este entendimiento, en lugar de Isma Dewa, el ídolo principal en esta versión era Vishnu. Esta noción fue observada en gran medida por Haji Mubin Sheppard.

## Procesión

### La Gran Parada

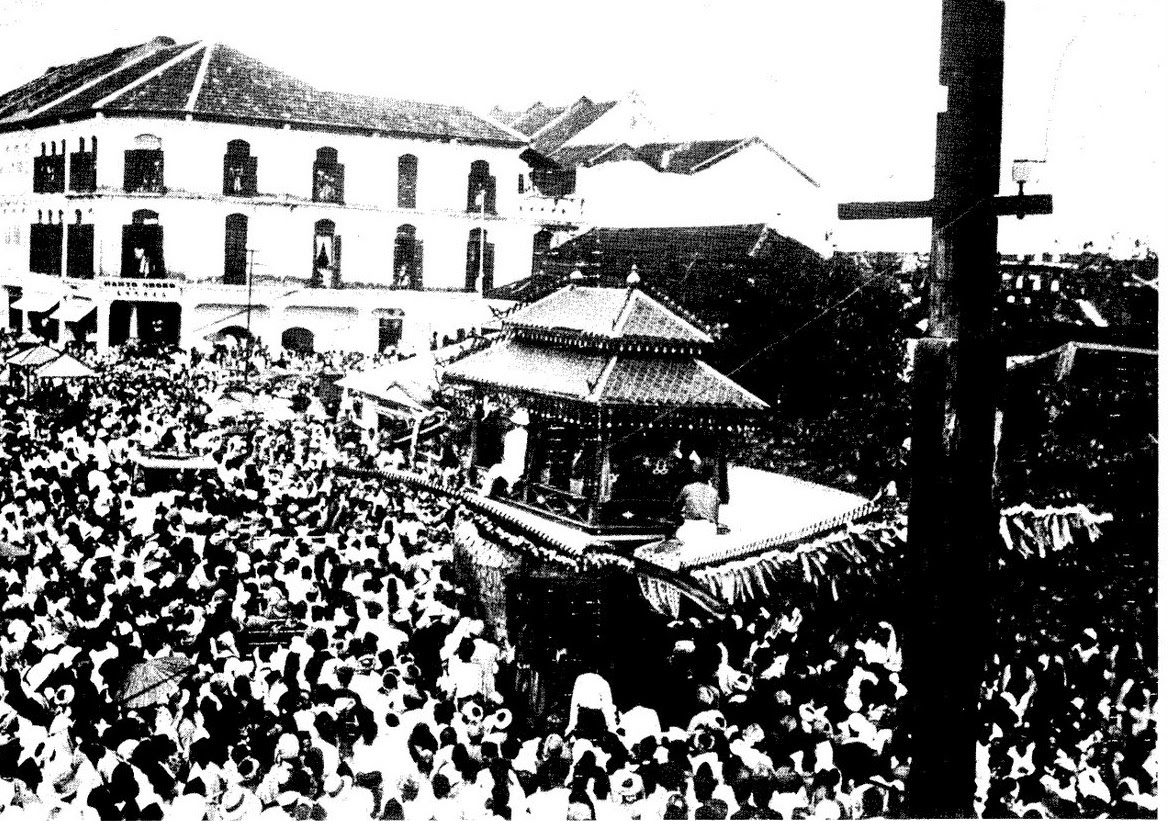
Miles de personas presenciando la procesión.

El día del desfile fue el punto culminante del festival de un mes de duración. El carnaval comenzó profusamente desde la puerta palaciega de Kelantan y continuó a lo largo de las principales avenidas de Kota Bharu a un área conocida como Batu Peringatan en Padang Bank, pasando por varios complejos gubernamentales y la residencia de otros miembros prominentes de la nobleza de Kelantan. El gran desfile se dividió en 38 partes, con algunas de las actuaciones que se llevaron a cabo en un escenario móvil.
Hubo 300 miembros del regimiento malayo que acompañaban al carro, que comienza con una unidad de los hombres en forma de lanza de la corte imperial que vestían de negro, seguido de portadores de velas que llevan un uniforme rojo y una unidad con rifles para ir dando salvas de disparos de celebración durante la procesión.
Detrás del contingente militar había un grupo de sirvientas palaciegas que vestían un paño amarillo por los hombros, sosteniendo una bandeja con pequeñas porciones de arroz glutinoso amarillo ritualista conocido como nasi semangat para fortalecer el espíritu del príncipe antes de la circuncisión. Las doncellas eran seguidas por una guardia real armada con armamento de keris y espadas, mientras que detrás había un grupo de doncellas que portaban una caja ceremonial, un ventilador de mano, un recipiente de plata, una caja de betel real, un quemador de incienso, un recipiente de agua de plata y una plétora de otros artículos de la regalía imperial.

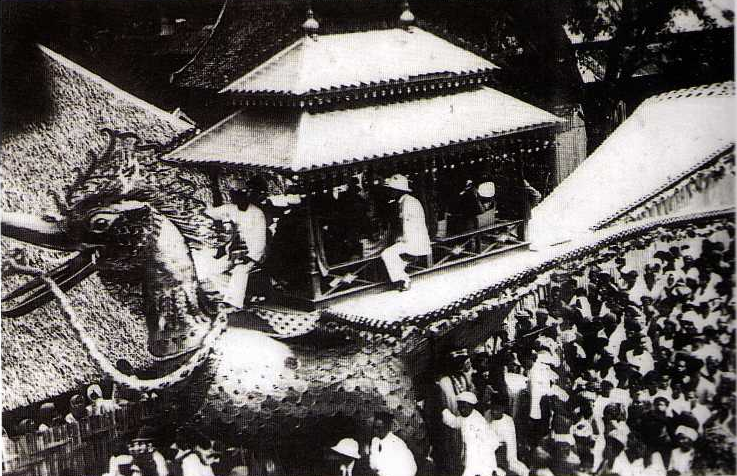
El pájaro venerado, con el oficial británico que se puede ver sentado en el pabellón con su atuendo occidental.

Después de la comitiva real había una plataforma abierta de cinco orquestas malayas, representada por una actuación de danza Menora y teatro Mak Yong. Mientras que la plataforma cerrada detrás estaba ocupada por los bailarines de la corte, elegantemente puestos con sus trajes clásicos de Asyik y Joget. Sin embargo, a diferencia de los artistas de Menora y de Mak Yong anteriores, no bailaron abiertamente durante la gala. Detrás de los bailarines de la corte había una actuación de Wayang kulit y una tropa de Silat.
El pájaro imponente vino después de la actuación. El punto culminante de la cabalgata imperial, reunió al príncipe con sus dos hermanos menores con un alto clérigo religioso y el residente británico en ese momento. Los príncipes estaban vestidos con un atuendo ceremonial ricamente tejido hecho de seda, llevaban oro fino y joyas con un keris muy bien metido alrededor de su cintura. El carro fue movilizado por cientos de hombres, todos recitando las oraciones islámicas y salawat. Todos los hombres fueron seleccionados individualmente por el jefe de su aldea su respetado kampong en todo el reino.
La comitiva terminaba con una plataforma para la percusión y el gran tambor de Kelantan, conocido como Rebana Besar. Detrás había docenas de hijos de las familias nobles de Kelantan y los parientes más antiguos del príncipe, todos asistían para anunciar la fiesta de la circuncisión.

### Desarrollos posteriores
El Burung Petala Indra de 1933 fue el último de su tipo realizado en Kelantan. Después de la consulta del ulema local de Kelantan, se anunció firmemente que el elemento de desviación de la enseñanza islámica estaba presente en el desfile. Por lo tanto, tras el veredicto, todas las aves fueron destruidas por las autoridades.
Sin embargo, la tradición aún se conserva, aunque se encuentra al borde de la extinción a través de la frontera en Patani, Tailandia. Es celebrado por la comunidad malaya tailandesa en la forma de Burong Gagak Suro (en idioma tailandés: รง ฆา เฆาะ ซู รอ), aunque generalmente se celebra en una escala más pequeña en comparación con los antecesores históricos.